# CHTPS Chodzież
CHTPS Chodzież – polski kobiecy klub siatkarski z  Chodzieży.